# یواس‌اس رین (ای‌ام-۲۸۸)
یواس‌اس رین (ای‌ام-۲۸۸) (به انگلیسی: USS Reign (AM-288)) یک کشتی بود که طول آن ۱۸۴ فوت ۶ اینچ (۵۶٫۲۴ متر) بود. این کشتی در سال ۱۹۴۴ ساخته شد.